# Joost Susterman
Joost Susterman (Anvers, 1597 - Florència, 1681) fou un pintor i dibuixant d'origen flamenc establert a Itàlia i especialitzat en retrat cortesà. El seu art és una bona mostra de la simbiosi flamenca i italiana, que fou preludi de l'art retratista del s. XVIII.
Format a l'escola de William de Vos i, especialment, a l'estudi de París de Frans Pourbus el Jove abandonà aviat la seva terra d'origen per a instal·lar-se a Itàlia, concretament a Florència on estigué sota la protecció de la cort dels Mèdici. Allí es convertí en pintor de cambra d'alguns ducs i pogué estudiar l'obra d'artistes com Diego Velázquez o Pierre Mignard.
Partint de la tècnica retratística cortesana del seu antecessor, Bronzino (esquemes dels quals repeteix en obres com la Gran duquessa de Toscana, actualment conservada al Museu del Prado, les seves pintures evolucionaren cap a models més relaxats i on s'observa la influència del barroc primerenc, comparable en alguna mesura amb obres de Van Dyck a Gènova pels mateixos anys. Entre 1630 i 1650 es considera la seva etapa més madura. Els colors es tornen brillants i expansius, possiblement influenciat per la contemplació de la Venus d'Urbino de Tiziano.
A part dels retrats també realitzà obres de caràcter històric i mitològic. A Catalunya, per exemple, es pot trobar la seva pintura sobre el moment de l'encontre de la família de Darius davant d'Alexandre el Gran, obra actualment conservada a la Biblioteca Museu Víctor Balaguer de Vilanova i la Geltrú.

## Galeria d'imatges

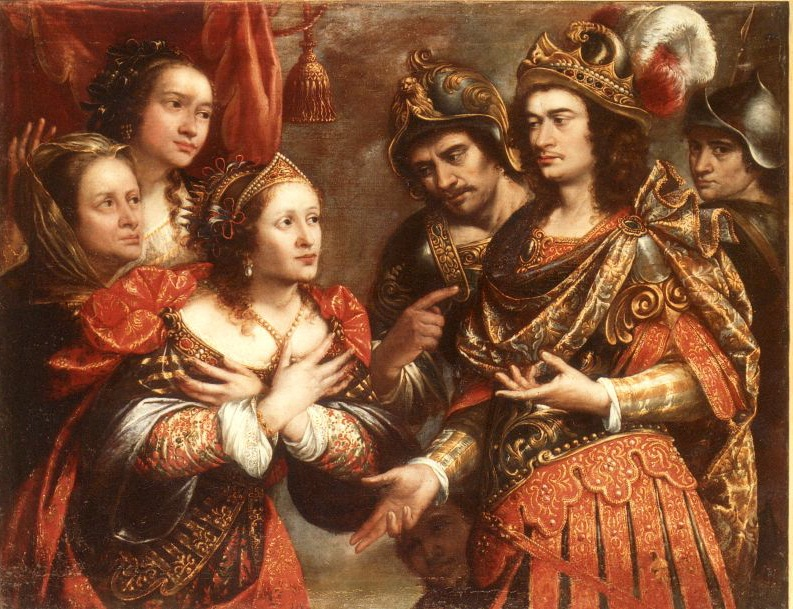
La família de Darius davant d'Alexandre el Gran
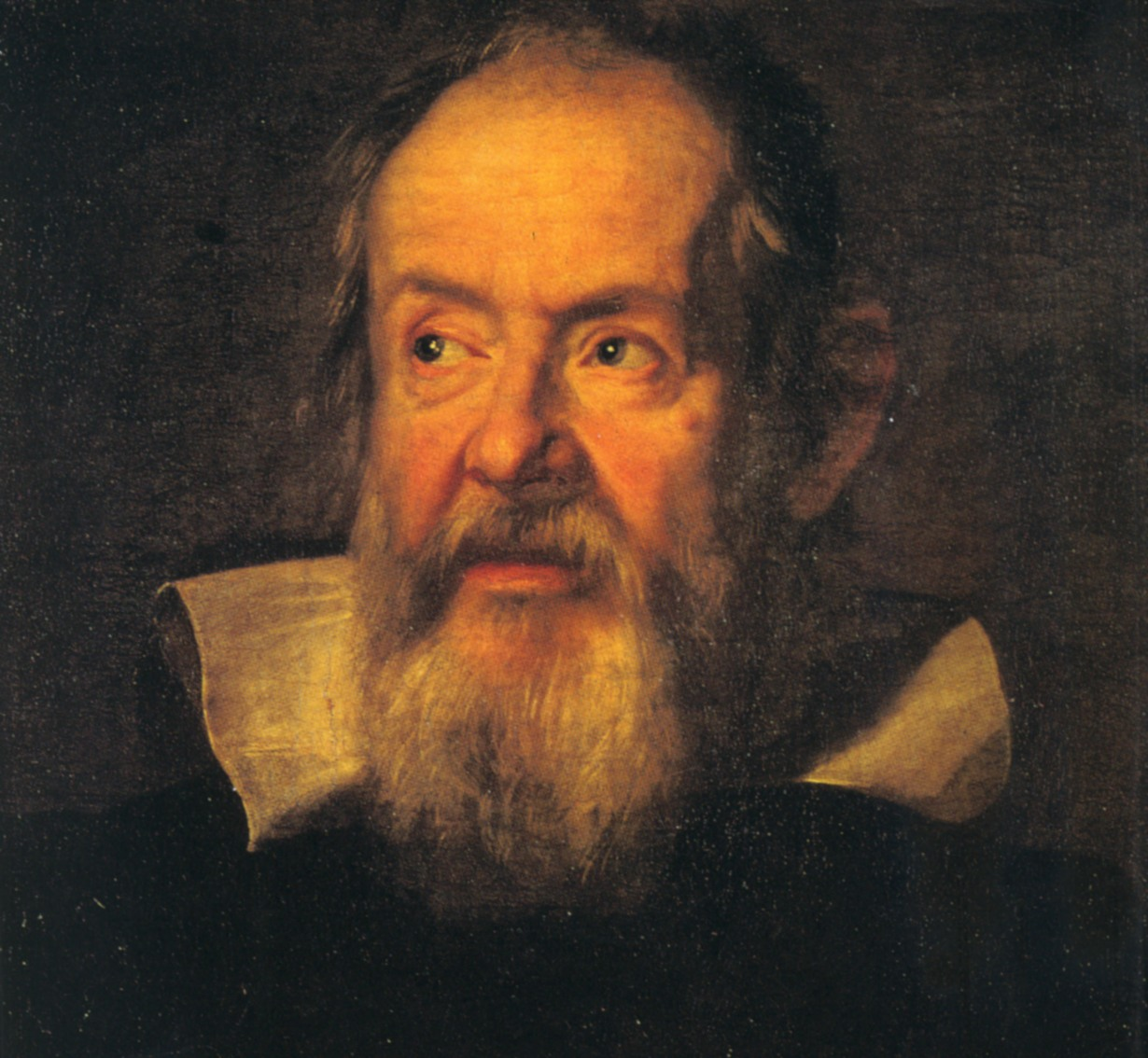
Galileo Galilei
Gran duquessa de la Toscana
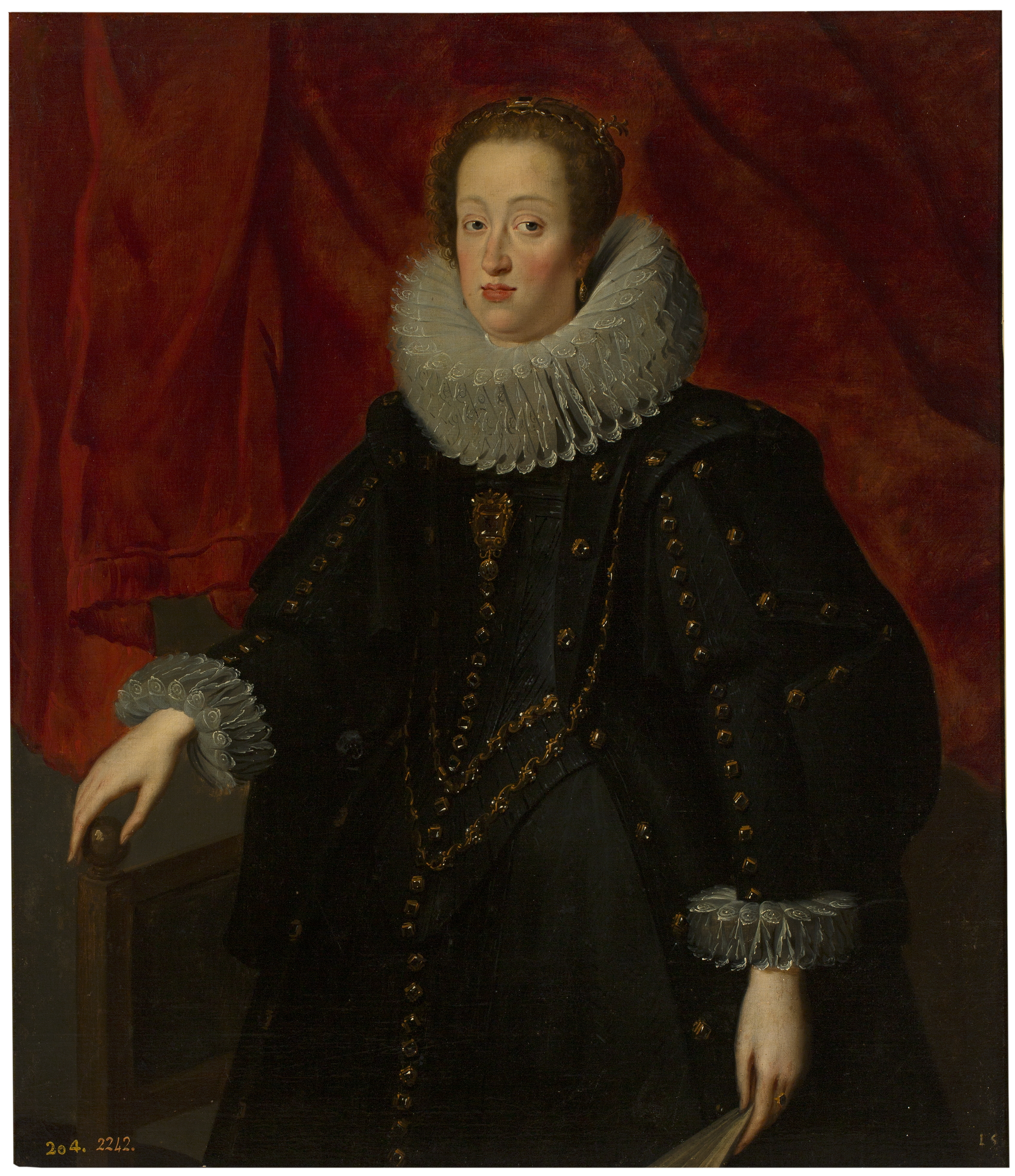
Leonor de Màntua